# Linha do tempo da exploração espacial
Esta é uma linha do tempo da exploração espacial.

## Antes de 1942
| Data                 | Evento importante para a exploração espacial | País            | Pesquisador(es)                                                                |
| -------------------- | --- | --------------- | ------------------------------------------------------------------------------ |
| 1686                 | Publicação do Philosophiae Naturalis Principia Mathematica. | Inglaterra      | Sir Isaac Newton                                                               |
| 1813                 | Primeira exposição da equação de foguetes baseada na Terceira Lei do Movimento de Newton: Tratado do Movimento dos Foguetes.                                                                                           | Reino Unido     | William Moore                                                                  |
| 1903                 | Primeira publicação séria mostrando que e a Exploração Espacial era teoricamente possível: Исследование мировых пространств реактивными приборами (A Exploração do Espaço Cósmico por Meio de Dispositivos de Reação). | Rússia          | Konstantin Tsiolkovsky                                                         |
| 1913                 | Goddard abre arquivo e consequentemente ganha patentes americanas de foguetes de combustível líquido com múltiplos estágios.                                                                                           | Estados Unidos  | Robert H. Goddard                                                              |
| 1919                 | O influente artigo de Goddard "Um método de chegar a altitudes extremas" discute sobre foguetes com combustíveis sólidos e líquidos.                                                                                   | Estados Unidos  | Robert H. Goddard                                                              |
| 15 de Dezembro, 1923 | Die Rakete zu den Planetenräumen ("No espaço planetário através de foguetes") é auto-publicado depois de sua rejeição como tese de doutorado.                                                                          | Alemanha        | Hermann Oberth                                                                 |
| 1924                 | Fundação da Sociedade para Estudos das Viagens Interplanetárias na União Soviética. | União Soviética | incluía como membro Konstantin Tsiolkovsky, Friedrich Zander e Yuri Kondratyuk |
| 16 de Março, 1926    | Goddard lança seu primeiro foguete com combustível líquido. | Estados Unidos  | Robert Goddard                                                                 |
| 1927                 | É formada a Verein fuer Raumschiffahrt (Sociedade para Viagens Espaciais); ela incluía os maiores cientistas Europeus especializados em foguetes.                                                                      | Alemanha        |                                                                                |
| 1927                 | "A conquista do espaço interplanetário" discute o mecanismo dos foguetes e efeitos orbitais, incluindo o estilingue gravitacional.                                                                                     | União Soviética | Yuri Kondratyuk                                                                |
| 1928                 | Das Problem der Befahrung des Weltraums - der Raketen-Motor (O problema da viagem espacial - O motor de foguete) discute a viagem espacial e o uso potencial para experimentos científicos.                            | Áustria         | Herman Potočnik                                                                |
| 1929                 | Oberth, com estudantes (incluindo Wernher von Braun), lança seu primeiro foguete com combustível líquido. | Alemanha        | Hermann Oberth                                                                 |
| 1931                 | Foi desenvolvido o primeiro foguete alemão movido a combustão líquida com propósito militar. | Alemanha        | Walter Riedel                                                                  |
| 1933                 | Começam os trabalhos na série de foguetes Agregado que levará ao foguete V2. | Alemanha        | Wernher von Braun                                                              |
| 25 de Novembro, 1933 | O Grupo Russo de Estudos do Movimento de Reação (GIRD) lança o primeiro foguete Russo de combustível líquido. | União Soviética | Sergei Korolev (líder), Friedrich Zander (designer)                            |
| 1935                 | O estudante de graduação Frank Malina, sob orientação do professor Theodore von Kármán, inicia trabalhos com foguetes de sondagem.                                                                                     | Estados Unidos  | Frank Malina                                                                   |

## 1942-1957
| Data                | Conquistas da Missão                                                                     | País ou Organização Internacional | Nome da Missão                  |
| ------------------- | ---------------------------------------------------------------------------------------- | --------------------------------- | ------------------------------- |
| 1942                | Primeiro foguete alcança 100 km de altitude a partir da face da Terra (Linha de Kármán). | Alemanha                          | Foguete V2, programa militar    |
| 10 de Maio, 1946    | Primeiro voo de pesquisa (experimentos sobre a radiação cósmica).                        | Estados Unidos                    | Foguete V2capturado e melhorado |
| 22 de Maio, 1946    | Primeiro foguete americano desenhado para alcançar o limite do espaço (80 km (49 mi)).   | Estados Unidos                    | WAC Corporal                    |
| 10 de outubro, 1946 | Primeiras fotos da Terra a 100 km de altura .                                            | Estados Unidos                    | Foguete V2                      |
| 1947                | Primeiro animal no espaço (mosca-da-fruta).                                              | EUA-ABMA                          | Foguete V2                      |
| 21 de agosto, 1957  | Primeiro míssil balístico intercontinental (ICBM).                                       | União Soviética                   | R-7 Semyorka/SS-6 Sapwood       |

## 1957-1961
| Data                  | Conquistas da Missão | País ou Organização Internacional | Nome da Missão                 |
| --------------------- | --- | --------------------------------- | ------------------------------ |
| 4 de outubro, 1957    | Primeiro satélite artificial Primeiro sinal enviado do espaço.                                                             | URSS                              | Sputnik 1                      |
| 3 de novembro, 1957   | Primeiro mamífero em órbita, a cachorra Laika.                                                                             | URSS                              | Sputnik 2                      |
| 31 de janeiro, 1958   | Confirmada a existência do cinturão de Van Allen.                                                                          | EUA-ABMA                          | Explorer 1                     |
| 17 de março, 1958     | Primeiro satélite mantido por energia solar.                                                                               | EUA-NRL                           | Vanguard 1                     |
| 18 de dezembro, 1958  | Primeiro satélite de comunicação.                                                                                          | EUA-ABMA                          | Projeto SCORE                  |
| 2 de janeiro, 1959    | Primeira ignição de um foguete em órbita Primeira saída da velocidade de escape da Terra Primeira detecção do vento solar. | URSS                              | Luna 1                         |
| 4 de janeiro, 1959    | Primeiro objeto feito pelo homem em órbita heliocêntrica.                                                                  | URSS                              | Luna 1                         |
| 17 de fevereiro, 1959 | Primeiro satélite meteorológico.                                                                                           | EUA-NASA/NRL¹                     | Vanguard 2                     |
| 28 de fevereiro, 1959 | Primeiro satélite em órbita polar.                                                                                         | EUA-DARPA                         | Satélite Corona (Discoverer 1) |
| 7 de agosto, 1959     | Primeira fotografia da Terra em órbita.                                                                                    | EUA-NASA                          | Explorer 6                     |
| 13 de setembro, 1959  | Primeiro impacto em outro corpo celeste (na Lua).                                                                          | URSS                              | Luna 2                         |
| 4 de outubro, 1959    | Primeiras fotos do lado oculto da Lua.                                                                                     | URSS                              | Luna 3                         |
| 1 de abril de 1960    | Primeiro satélite de imagens climáticas.                                                                                   | EUA-NASA                          | TIROS-1                        |
| 5 de julho, 1960      | Primeiro satélite de reconhecimento.                                                                                       | EUA-NRL                           | GRAB-1                         |
| 11 de agosto, 1960    | Primeiro satélite recolhido intacto da órbita.                                                                             | EUA-Força Aérea                   | Discoverer 13                  |
| 12 de agosto, 1960    | Primeiro satélite de comunicação passiva.                                                                                  | EUA-NASA                          | Echo 1A                        |
| 18 de agosto, 1960    | Primeira foto de satélite de reconhecimento.                                                                               | EUA-Força Aérea                   | KH-1 9009                      |
| 20 de agosto, 1960    | Primeiras plantas e animais a retornarem vivos da órbita da Terra.                                                         | URSS                              | Korabl-Sputnik 2               |

## 1961-1969
| Data                  | Conquistas da Missão | País ou Organização Internacional | Nome da Missão              |
| --------------------- | --- | --------------------------------- | --------------------------- |
| 31 de janeiro, 1961   | Primeiro hominídeo a ir ao espaço (Ham). | EUA-NASA                          | Mercury-redstone 2          |
| 12 de fevereiro, 1961 | Primeiro lançamento em órbita Primeira correção de curso no espaço Primeira estabilização de giro                                                                                | URSS                              | Venera 1                    |
| 12 de abril, 1961     | Primeiro voo espacial tripulado (Yuri Gagarin) Primeiro homem em voo orbital. | URSS                              | Vostok 1                    |
| 5 de maio, 1961       | Segunda nação a realizar um voo tripulado. | EUA-NASA                          | Mercury-Redstone 3          |
| 19 de maio, 1961      | Primeiro sobrevoo planetário (dentro de 100.000 km de Vênus – nenhum dado retornado).                                                                                            | URSS                              | Venera 1                    |
| 6 de agosto, 1961     | Primeiro voo espacial tripulado com duração de mais de vinte e quatro horas realizado por Gherman Titov, que também é o primeiro a sofrer de doença do espaço.                   | URSS                              | Vostok 2                    |
| 7 de março, 1962      | Primeiro observatório solar orbital. | EUA-NASA                          | OSO-1                       |
| 26 de abril, 1962     | Primeira espaçonave a impactar o lado oculto da Lua. | EUA-NASA                          | Ranger 4                    |
| 11 de agosto, 1962    | Primeiro voo espacial com dupla tripulação. Primeira comunicação entre dois veículos espaciais tripulados em órbita. Primeira pessoa a flutuar livremente na microgravidade.     | URSS                              | Vostok 3 e Vostok 4         |
| 18 de agosto, 1962    | Primeiro foguete de pesquisa auroral lançado na ionosfera. (Centro de Lançamento de Andøya)                                                                                      | Noruega                           | Ferdinand 1                 |
| 1 de novembro, 1962   | Primeiro sobrevoo de Marte (11.000 km), mas o contato foi perdido. | URSS                              | Marte 1                     |
| 14 de dezembro, 1962  | Primeiro sobrevoo planetário (Aproximação de Vênus à 34.773 km). | EUA-NASA                          | Mariner 2                   |
| 16 de junho, 1963     | Primeira mulher no espaço (Valentina Tereshkova). | URSS                              | Vostok 6                    |
| 19 de julho, 1963     | Primeira espaçonave tripulada reutilizável - X-15 (suborbital). | EUA-NASA                          | X-15 - Voo 90               |
| 26 de julho, 1963     | Primeiro satélite de comunicação em órbita geossíncrona. | EUA-NASA                          | Syncom 2                    |
| 5 de dezembro, 1963   | Primeiro satélite global de navegação. | EUA-Marinha                       | NAVSAT                      |
| 19 de agosto, 1964    | Primeiro satélite de comunicação em órbita geoestacionária. | EUA-NASA                          | Syncom 3                    |
| 12 de outubro, 1964   | Primeira multi-tripulação (três membros). | URSS                              | Voskhod 1                   |
| 18 de março, 1965     | Primeira atividade extra-veicular. | URSS                              | Voskhod 2                   |
| 6 de abril, 1965      | Primeiro satélite comercial de comunicação. | Intelsat                          | Intelsat 1                  |
| 14 de julho, 1965     | Primeiro sobrevoo de Marte (aproximou a 9.846 km). | EUA-NASA                          | Mariner 4                   |
| 15 de dezembro, 1965  | Primeira manobra orbital de aproximação de duas espaçonaves (voo paralelo, sem atracação).                                                                                       | EUA-NASA                          | Gemini 6A/Gemini 7          |
| 3 de fevereiro, 1966  | Primeiro pouso em outro mundo (na Lua) Primeiras fotos de outro mundo. | URSS                              | Luna 9                      |
| 11 de março, 1966     | Primeiro impacto em outro planeta (Vênus). | URSS                              | Venera 3                    |
| 16 de março, 1966.    | Primeira manobra de aproximação com atracação | EUA-NASA                          | Gemini 8/veículo alvo Agena |
| 3 de abril, 1966      | Primeiro satélite artificial em órbita de outro mundo (na Lua). | URSS                              | Luna 10                     |
| 2 de junho, 1966      | Pouso na Lua Fotos da Lua. | EUA-NASA                          | Surveyor 1                  |
| 23 de agosto, 1966    | Primeira foto da Terra tirada de outro objeto astronômico (a Lua). | EUA                               | Lunar Orbiter 1             |
| 8 de maio, 1967       | Primeira órbita polar ao redor da Lua. Primeira foto do polo sul da Lua. | EUA                               | Lunar Orbiter 4             |
| 27 de janeiro, 1967   | A capsula Apollo 1 incendiou-se durante um treino em 27 de Janeiro de 1967. Foi o primeiro grande desastre do programa espacial estadunidense que custou a vida a seres humanos. | EUA-NASA                          | Apollo 1                    |
| 23 de abril, 1967     | Primeira vítima de voo espacial. | URSS                              | Soyuz 1                     |
| 30 de outubro, 1967   | Primeira atracação sem tripulação. | URSS                              | Cosmos 186/Cosmos 188       |
| 17 de novembro, 1967  | Primeira decolagem de outro corpo celeste (a Lua). | EUA                               | Surveyor 6                  |
| 14 de setembro, 1968  | Primeiros animais e plantas a deixar a órbita da Terra e viajar até e ao redor da Lua. Primeira espaçonave lunar a ser recuperada com sucesso.                                   | URSS                              | Zond 5                      |
| 21 de dezembro, 1968  | Primeira órbita tripulada de outro corpo celestial (Lua). Primeiro voo humano para outro corpo celeste (a Lua) e entrar na sua influência gravitacional.                         | EUA-NASA                          | Apollo 8                    |
| 5 de janeiro, 1969    | Primeira espaçonave a saltar de paraquedas na atmosfera de Vênus, perdeu contato antes de pousar.                                                                                | URSS                              | Venera 5                    |
| 16 de janeiro, 1969   | Primeira atracação tripulada com troca de tripulação. | URSS                              | Soyuz 4/Soyuz 5             |
| 23 de maio, 1969      | Primeira acoplagem de duas espaçonaves tripuladas em torno de outro corpo celeste. Primeira missão lunar a incluir um módulo de pouso lunar.                                     | EUA-NASA                          | Apollo 10                   |
| 21 de julho, 1969     | Primeiros humanos na Lua e primeiro lançamento a partir de um corpo celestial.                                                                                                   | EUA-NASA                          | Apollo 11                   |
| 19 de novembro, 1969  | Primeira manobra de aproximação de superfície num corpo celestial. | EUA-NASA                          | Apollo 12/Surveyor 3        |

## 1970-1980
| Data                 | Conquistas da Missão | País ou Organização Internacional. | Nome da Missão                     |
| -------------------- | --- | ---------------------------------- | ---------------------------------- |
| 11 de abril, 1970    | Lançamento da Apollo 13,que não cumpriu a missão devido a um acidente durante a viagem de ida, causado por uma explosão no módulo de serviço, que impediu a descida no satélite. A nave e seus tripulantes, entretanto, conseguiram retornar à Terra, após seis dias no espaço. | EUA-NASA                           | Apollo 13                          |
| 24 de setembro, 1970 | Primeira missão com retorno automatizado de amostras do solo da Lua. | URSS                               | Luna 16                            |
| 23 de novembro, 1970 | Primeiro jipe-robô lunar. | URSS                               | Lunokhod 1                         |
| 12 de dezembro, 1970 | Primeiro observatório espacial de Raios-X. | EUA-NASA                           | Uhuru                              |
| 15 de dezembro, 1970 | Primeiro pouso em outro planeta (Vênus) Primeiros sinais enviados de outro planeta. | URSS                               | Venera 7                           |
| 23 de abril, 1971    | Primeira estação espacial em órbita. | URSS                               | Salyut 1                           |
| Junho, 1971          | Primeiro observatório espacial tripulado. | URSS                               | Orion 1                            |
| 30 de julho, 1971    | Primeiro veículo motorizado em outro corpo celeste (Lunar Roving Vehicle) | EUA-NASA                           | Apollo 15                          |
| 14 de novembro 1971  | Primeira órbita ao redor de outro planeta (Marte.) | EUA-NASA                           | Mariner 9                          |
| 27 de novembro, 1971 | Primeiro impacto em Marte. | URSS                               | Marte 2                            |
| 2 de dezembro, 1971  | Primeiro pouso em Marte Primeiros sinais da superfície de Marte. | URSS                               | Marte 3                            |
| 4 de março, 1972     | Primeiro objeto feito por humanos enviado em trajetória de escape da órbita solar. | EUA-NASA                           | Pioneer 10                         |
| 15 de julho, 1972    | Primeira missão a entrar no cinturão de asteroides e deixar o sistema solar. | EUA-NASA                           | Pioneer 10                         |
| 15 de novembro, 1972 | Primeiro observatório orbital de raios gama. | EUA-NASA                           | SAS-2                              |
| 3 de dezembro, 1973  | Primeiro sobrevoo de Júpiter (a 130.000 km). | EUA-NASA                           | Pioneer 10                         |
| 5 de fevereiro, 1974 | Sobrevoo de Vênus a 5.768 km, primeira manobra gravitacional assistida. | EUA-NASA                           | Mariner 10                         |
| 29 de março, 1974    | Primeiro sobrevoo de Mercúrio a 703 km. | EUA-NASA                           | Mariner 10                         |
| 15 de julho, 1975    | Primeira missão multinacional tripulada. | URSS e EUA-NASA                    | Apollo-Soyuz                       |
| 20 de outubro, 1975  | Primeira órbita ao redor de Vênus. | URSS                               | Venera 9                           |
| 22 de outubro, 1975  | Primeiras fotos da superfície de outro planeta (Vênus). | URSS                               | Venera 9                           |
| 20 de julho, 1976    | Primeiras fotos e coleta de solo da superfície de Marte. | EUA-NASA                           | Viking                             |
| 26 de janeiro, 1978  | Primeira operação remota de um observatório orbital de raios ultravioleta. | EUA-NASA, ESA, RU-SERC             | International Ultraviolet Explorer |
| 22 de março, 1978    | Primeira pessoa de outra nação no espaço além dos EUA e URSS (Vladimír Remek). | URSS Tchecoslováquia               | Soyuz 28                           |
| 5 de março, 1979     | Sobrevoo de Júpiter (aproximação máxima de 349.000 km). | EUA-NASA                           | Voyager 1                          |
| 1 de setembro, 1979, | Primeiro sobrevoo de Saturno a 21.000 km. | EUA-NASA                           | Pioneer 11                         |
| 12 de novembro, 1980 | Sobrevoo de Saturno (aproximação máxima de 124.000 km). | EUA-NASA                           | Voyager 1                          |

## 1981-1990
| Data                  | Conquistas da Missão | País ou Organização Internacional | Nome da Missão         | Ref(s) |
| --------------------- | --- | --------------------------------- | ---------------------- | ------ |
| 12 de Abril, 1981     | Primeiro voo orbital de uma espaçonave reutilizável (ônibus espacial).                                                             | EUA-NASA                          | Columbia               |        |
| 1 de Março, 1982      | Primeira coleta do solo de Vênus e gravação do som de outro planeta.                                                               | URSS                              | Venera 13              |        |
| 25 de Janeiro, 1983   | Observatório orbital de raios infravermelho.                                                                                       | EUA-NASA RU-SERC Holanda-NIVR     | IRAS                   |        |
| 23 de Março, 1983     | Observatório orbital de raios ultravioleta.                                                                                        | URSS França                       | Astron                 |        |
| 13 de Junho, 1983     | Primeira espaçonave além da órbita de Netuno (primeira a ir além dos planetas do Sistema Solar).                                   | EUA-NASA                          | Pioneer 10             |        |
| 25 de Julho, 1984     | Primeira atividade extra-veicular de uma mulher.                                                                                   | URSS                              | Salyut 7               |        |
| 24 de Janeiro, 1986   | Primeiro sobrevoo de Urano (aproximação máxima de 81.500 km).                                                                      | EUA-NASA                          | Voyager 2              |        |
| 28 de janeiro, 1986   | O ônibus espacial Challenger explode 73 segundos após a decolagem matando os 6 tripulantes e a professora civil Christa McAuliffe. | EUA-NASA                          | Challenger             |        |
| 19 de Fevereiro, 1986 | Primeira pesquisa consistente numa estação espacial habitada.                                                                      | URSS                              | Mir                    |        |
| 25 de Agosto, 1989    | Primeiro sobrevoo de Netuno. | EUA-NASA                          | Voyager 2              |        |
| 1 de Dezembro, 1989   | Observatório orbital de raios gamas.                                                                                               | URSS França Dinamarca Bulgária    | Granat                 |        |
| 24 de Abril, 1990     | Observatório orbital ótico. | EUA-NASA, UE-ESA                  | Hubble Space Telescope |        |
| 2 de Dezembro, 1990   | Primeiro voo espacial comercial tripulado.                                                                                         | URSS Japão                        | Soyuz TM-11            |        |

## 1991-2000
| Data                  | Conquistas da Missão                                                           | País ou Organização Internacional | Nome da Missão                     | Ref(s) |
| --------------------- | ------------------------------------------------------------------------------ | --------------------------------- | ---------------------------------- | ------ |
| 21 de Outubro, 1991   | Primeiro sobrevoo de um asteroide (aproximação máxima a 1600 km - 951 Gaspra). | EUA-NASA                          | Galileo                            |        |
| 8 de Fevereiro, 1992  | Primeira órbita polar ao redor do Sol.                                         | EUA-NASA, UE-ESA                  | Ulysses                            |        |
| 7 de Dezembro, 1995   | Primeira órbita de Júpiter.                                                    | EUA-NASA                          | Galileo                            |        |
| 7 de Dezembro, 1995   | Primeira missão dentro da atmosfera de um gigante gasoso (Júpiter).            | EUA-NASA                          | sonda atmosférica da Galileo       |        |
| 7 de Julho, 1998      | Primeiro espaçonave lançada de um submarino.                                   | Rússia                            | Submarino russo K-407 Novomoskovsk |        |
| 14 de Fevereiro, 2000 | Primeira órbita de um asteroide (433 Eros).                                    | EUA-NASA                          | NEAR Shoemaker                     |        |

## 2000-presente
| Data                  | Conquistas da Missão | País ou Organização Internacional       | Nome da Missão                        | Ref(s) |
| --------------------- | --- | --------------------------------------- | ------------------------------------- | ------ |
| 12 de Fevereiro, 2001 | Primeiro pouso em um asteroide (433 Eros). | EUA-NASA                                | NEAR Shoemaker                        |        |
| 28 de Abril, 2001     | Primeiro turista espacial. | Rússia EUA                              | Soyuz TM-32                           |        |
| 16 de Janeiro, 2003   | Último voo do ônibus espacial Columbia e segundo acidente fatal na história do ônibus espacial.                                                                  | EUA-NASA                                | Columbia                              |        |
| 15 de Outubro, 2003   | Terceira nação a realizar um voo espacial tripulado. | China                                   | Shenzhou 5                            |        |
| 4 de Janeiro, 2004    | Jipe robótico móvel em Marte. | EUA-NASA                                | Jipe Spirit                           |        |
| 25 de Janeiro, 2004   | Jipe robótico móvel em Marte. | EUA-NASA                                | Opportunity                           |        |
| 21 de Junho, 2004     | Primeiro voo espacial privado (suborbital). | EUA-Mojave Aerospace Ventures           | SpaceShipOne 15P                      |        |
| 1 de Julho, 2004      | Primeira órbita de Saturno. | EUA-NASA, UE-ESA, Itália-ASI            | Cassini-Huygens                       |        |
| 14 de Janeiro, 2005   | Primeiro pouso em Titã. | ESA, EUA-NASA, Itália-ASI               | Cassini-Huygens                       |        |
| 30 de março, 2006     | Primeiro brasileiro no espaço (Marcos Pontes). | Brasil-AEB, Rússia                      | Soyuz TMA-8                           |        |
| 24 de fevereiro, 2011 | Último voo do Ônibus espacial Discovery. | EUA-NASA                                | Discovery                             |        |
| 16 de maio, 2011      | Último voo do Ônibus espacial Endeavour. | EUA-NASA                                | Endeavour                             |        |
| 8 de julho, 2011      | Último voo do Ônibus espacial Atlantis e último voo do programa do Ônibus espacial.                                                                              | EUA-NASA                                | Atlantis                              |        |
| 26 de novembro, 2011  | Lançamento do jipe robô Curiosity que tem a missão de explorar o planeta Marte em busca de vestígios de vida presente ou passada.                                | EUA-NASA                                | Curiosity                             |        |
| 25 de maio, 2012      | Primeira atracação de uma capsula espacial privada com a ISS. | SpaceX                                  | Dragon SpaceX                         |        |
| 1 de Dezembro, 2013   | Terceira nação a pousar uma sonda espacial na Lua. | China                                   | Chang'e 3                             |        |
| julho, 2015           | New Horizons torna-se a primeira nave a sobrevoar Plutão. | EUA-NASA                                | New Horizons                          |        |
| 5 de julho, 2016      | Juno entra na órbita de Júpiter. | EUA-NASA                                | Juno                                  |        |
| 8 de setembro, 2016   | OSIRIS-REx é lançada em direção ao asteroide 101955 Bennu. | EUA-NASA                                | OSIRIS-REx                            |        |
| 15 de setembro, 2016  | Tiangong 2 segunda estação espacial chinesa, é lançada. | China CHINA                             | Tiangong 2                            |        |
| 19 de outubro, 2016   | Schiaparelli EDM fracassa ao pousar em Marte. | ESA                                     | Schiaparelli EDM                      |        |
| 19 de janeiro, 2017   | Tancredo-1 TubeSat desenvolvido por alunos do Ensino Fundamental de Ubatuba começa a transmitir (projeto inédito até o momento).                                 | Escola municipal Tancredo Almeida Neves | Tancredo-1                            |        |
| 15 de fevereiro, 2017 | Agência Espacial Indiana lança com sucesso 104 satélites em órbita.                                                                                              | ISRO                                    | ISRO's Polar Satellite Launch Vehicle |        |
| 19 de fevereiro, 2017 | SpaceX faz seu primeiro lançamento a partir da histórica plataforma 39A da NASA (primeiro lançamento desde 2011 e primeiro lançamento de uma companhia privada). | SpaceX                                  | Falcon 9                              |        |
| 1 de janeiro, 2019    | Primeiro objeto binário de contacto explorado por uma espaçonave ((486958) 2014 MU69)                                                                            | EUA (NASA)                              | New Horizons                          | [ 4 ]  |
| 3 de janeiro, 2019    | Primeiro pouso suave no lado oculto da Lua e primeira germinação de sementes em outro corpo celeste.                                                             | China (CNSA)                            | Chang'e 4                             | [ 5 ]  |
| 20 de dezembro, 2019  | Lançamento da Starliner, da Boeing, primeira nave dos EUA a pousar no continente.                                                                                | Boeing - NASA                           | Boe-OFT                               | [ 6 ]  |
| 30 de maio, 2020      | Lançamento do Dragon 2, da SpaceX, primeira nave espacial de uma empresa privada a levar astronautas à Estação Espacial Internacional.                           | Spacex - NASA                           | Crew Dragon Demo-2                    | [ 7 ]  |

¹Projeto Vanguard foi transferido da NRL para a NASA em 1958.
Em especial, praticamente todos os recordes de permanência humana no espaço foram estabelecidos pela URSS, graças às estações espaciais Salyut e Mir.